# The Christmas Chronicles 2
The Christmas Chronicles 2 es una película navideña estadounidense de comedia familiar del 2020 dirigida por Chris Columbus desde un guion del mismo junto a Matt Lieberman. Está protagonizada por Kurt Russell, Goldie Hawn, Darby Camp y Jahzir Bruno. 
La secuela se estrenó el 25 de noviembre de 2020 por Netflix.

## Sinopsis
Descontenta por la nueva perspectiva de vida en familia, la adolescente Kate huye de casa y termina en el Polo Norte, donde un elfo revoltoso planea cancelar la Navidad.

## Reparto
- Darby Camp como Kate.
- Jahzir Bruno como Jack.
- Kurt Russell como Santa Claus.
- Goldie Hawn como Sra. Claus.
- Julian Dennison como Belsnickel.
- Kimberly Williams-Paisley como Claire.
- Tyrese Gibson como Bob.
- Judah Lewis como Teddy.
- Patrick Gallagher como Seguridad del aeropuerto.

## Críticas
Alonso Duralde de The Wrap opinó positivamente: "Esta secuela no sólo ofrece una segunda ronda de unos de los mejores Santa Claus del cine, sino que también hace algunas mejores con respecto a predecesora". Mientras que Owen Gleiberman de la revista Variety comentó: "No hace tanto tiempo, había tres o cuatro nuevas películas navideñas en un año. Ahora parece haber 30 o 40 (...) Una bobería inofensiva".